# Shift 2: Unleashed
Shift 2: Unleashed est un jeu vidéo de simulation automobile développé par Slightly Mad Studios et édité par Electronic Arts sur Xbox 360, PlayStation 3 et Windows. Il fait suite à Need for Speed: Shift.
Il a été annoncé en août 2009 à partir d'une publication du rapport financier d'Electronic Arts. Le jeu était prévu pour le 24 mars 2011 en Europe mais a été repoussé au 31 mars 2011 pour introduire la Pagani Huayra, unique occasion pour qu'elle soit présentée dans un jeu vidéo.
En novembre 2010, le jeu initialement titré Need for Speed: Shift 2 est renommé Shift 2: Unleashed. Les principaux développeurs de la série GTR qui ont rejoint Slightly Mad Studios, ont participé à son développement,.
Le titre est un jeu de course bien plus axé sur la simulation automobile que les précédents volets de la série des Need For Speed. C'est d'ailleurs pour s'émanciper de cette franchise que le jeu change de nom mais conserve le logo initié dans le précédent volet.

## Système de jeu
La vision de la simulation sportive est bien plus ancrée et travaillée que dans le précédent volet Need for Speed: Shift. La gestion des périphériques tels que les volants est grandement améliorée.
Toutes les courses ont lieu sur des circuits, réels (comme SPA Francorchamp par exemple) ou imaginaires (comme un circuit dans les rues de Miami).
Slighty Mad Studios met l'accent sur l'impression de vitesse notamment avec un système de caméra (le regard du joueur se portant vers la courbe à venir) et d'effet de flou (blur) qui offrent un rendu de la vitesse plus impressionnant que dans d'autres titres du même genre.
Le jeu ne permet pas seulement de modifier l'esthétique de son véhicule (couleur, type de peinture, décoration sportive) mais permet également d'augmenter les performances en faisant l'achat de pièces (moteur, liaison au sol, etc.). La physique des véhicules et la prise en main varient sensiblement en fonction du degré de préparation du véhicule. Les modifications peuvent à ce titre faire basculer le véhicule dans une catégorie supérieure pour affronter des adversaires plus à sa mesure.

## Liste des voitures
- Acura  Japon
  - Acura NSX
- Alfa Romeo  Italie
  - Alfa Romeo 8C Competizione
  - Alfa Romeo 8C Spider
  - Alfa Romeo Giulia Sprint GTA
  - Alfa Romeo Giulietta QV (édition limitée)
- Alpina  Allemagne
  - Alpina B6 GT3 (2010)
- Aston Martin  Angleterre
  - Aston Martin DB9 Coupé
  - Aston Martin DBRS9 GT3
  - Aston Martin DBR9 GT1
  - Aston Martin V8 Vantage N400
- Audi  Allemagne
  - Audi R8 Coupé 4.2 FSI Quattro
  - Audi R8 LMS
  - Audi RS4
  - Audi S3
  - Audi S4
  - Audi TT Coupé 3.2 Quattro
- Austin
  - Austin Mini Cooper S
- Bentley  Angleterre
  - Bentley Continental Supersports
- BMW  Allemagne
  - BMW 135i Coupé
  - BMW 3.0 CSL Gr.5
  - BMW M1 Procar
  - BMW M3 E30 Sport Evo
  - BMW M3 E36
  - BMW M3 E46
  - BMW M3 E92
  - BMW M6 Coupé
  - BMW Z4 M Coupé
  - BMW Z4 sDrive 35is
  - Team Need for Speed BMW Z4 GT3
- Bugatti  France
  - Bugatti Veyron 16.4
- Caterham  Angleterre
  - Caterham Superlight R500
- Chevrolet  États-Unis
  - Chevrolet Camaro SS
  - Chevrolet Camaro SS DrPepper Edition
  - Chevrolet Cobalt SS
  - Chevrolet Corvette C6R GT1
  - Chevrolet Corvette Z06R GT3
  - Chevrolet Corvette Stingray
- Dodge  États-Unis
  - Dodge Challenger Concept
  - Dodge Challenger R/T
  - Dodge Charger R/T
  - Dodge Viper SRT10
  - Dodge Viper GTS by Twins Turbo (reward car)
  - Dodge Challenger R/T Speedhunters
- Ford  États-Unis
  - Ford Escort RS Cosworth
  - Ford Focus RS
  - Ford Focus ST
  - Ford GT
  - MATECH Ford GT GT1
  - MATECH Ford GT GT3
  - Ford Shelby GT500
  - Ford Lotus Cortina
  - Ford Capri RS3100 Gr.4
  - Ford Escort MK I RS 1600
  - Ford GT40 MK I
  - Ford Mustang GT Monster Energy/Falken Tire
  - Team Need For Speed Ford Mustang RTR-X
  - Team Need For Speed Ford Mustang Shelby Terlingua
- Gumpert  Allemagne
  - Gumpert Apollo
- Honda  Japon
  - Honda Civic SI
  - Honda S2000
- Infiniti  Japon
  - Infiniti G35
- Jaguar  Angleterre
  - Jaguar XKR
  - Jaguar E-Type Lightweight
- Koenigsegg  Suède
  - Koenigsegg CCX
- Lamborghini  Italie
  - Lamborghini Gallardo LP560-4
  - Lamborghini Gallardo LP560-4 GT3
  - Lamborghini Murcielago LP640
  - Lamborghini Murcielago R-SV GT1
  - Lamborghini Reventon
  - Lamborghini Reventon Hot Pursuit Edition-Polizeifahrzeug
- Lancia  Italie
  - Lancia Delta HF Integrale
- Lexus  Japon
  - Lexus IS-F
  - Lexus LFA
  - Lexus LFA Speedhunters
- Lotus  Angleterre
  - Lotus Elise 111R
  - Lotus Exige S
- Maserati  Italie
  - Maserati GranTurismo S
  - Maserati MC12 GT1
- Mazda  Japon
  - Mazda MX-5
  - Mazda RX-7 (FC3S)
  - Mazda RX-7 (FD3S)
  - Mazda RX-8
  - Team Need for Speed Mazda RX-8
  - Mazda RX-7 (FC3S) Speedhunters
- McLaren  Angleterre
  - McLaren F1
  - McLaren MP4-12C
  - McLaren MP4-12C Speedhunters
- Mercedes-Benz  Allemagne
  - Mercedes-Benz 190E 2.5-16 Evolution 2
  - Mercedes-Benz SL 65 AMG
  - Mercedes-Benz McLaren SLR 722
  - Mercedes-Benz SLR McLaren Stirling Moss
  - Mercedes-Benz SLS AMG
  - Mercedes-Benz 190E 2.5-16 Evolution 2 Speedhunters
  - Mercedes-Benz SLS AMG Speedhunters
- Mitsubishi  Japon
  - Mitsubishi Lancer Evolution IX MR
  - Mitsubishi Lancer Evolution X
  - Mitsubishi Lancer EVOLUTION IX MR-edition Speedhunters
- Nissan  Japon
  - Nissan 200SX (S14)
  - Nissan 240SX (S13)
  - Nissan 240SX (S13) Drift Alliance
  - Nissan 350Z (Z33)
  - Nissan 370Z (Z34)
  - Nissan GT-R (R35)
  - Nissan GT-R SPECV (R35)
  - Nissan GT-R GT1
  - Nissan GT-R JCW
  - Nissan Silvia S15 SPEC. R AERO
  - Nissan Skyline GT-R (R32)
  - Nissan Skyline GT-R (R34)
  - Nissan Skyline 2000 GT-R (C10)
  - Nissan Fairlady 240ZG
  - Nissan Fairlady 240ZG (S30) Speedhunters
  - Nissan Skyline 2000GT-R (C10) Speedhunters
  - Nissan Skyline GT-R (R32) Speedhunters
- Pagani  Italie
  - Pagani Huayra
  - Pagani Zonda Cinque Hot Pursuit Edition
  - Pagani Zonda F
  - Pagani Zonda R
  - Pagani Huayra Speedhunters
- Porsche  Allemagne
  - Porsche 911 GT2
  - Porsche 911 GT3 R
  - Porsche 911 GT3 RS
  - Porsche 911 GT3 RS Autobild-Edition
  - Porsche 911 GT3 RSR
  - Porsche 911 GT3 RSR Falken Tire
  - Porsche 918 Spyder Concept Study
  - Porsche Carrera GT
  - Porsche Cayman S
  - Porsche 911 Carrera RSR 3.0
  - Porsche 914/6 GT
  - Team Need for Speed Porsche 911 Carrera RSR 3.0
- Radical  Angleterre
  - Radical SR3 RS
- Renault  France
  - Renault Mégane RS
- Scion  Japon
  - Scion tC
  - Team Need for Speed Scion tC
  - World Racing Pro-FWD Reaper Scion tC (reward car)
- SEAT  Espagne
  - SEAT Leon CUPRA
- Shelby  États-Unis
  - Shelby Cobra 427
  - Shelby GT500
- Subaru  Japon
  - Subaru Impreza WRX STI
- Toyota  Japon
  - Toyota Corolla AE86
  - Toyota Supra
  - Team Need For Speed Toyota Corolla GTS (AE86)
  - Toyota Supra Speedhunters
- Volkswagen  Allemagne
  - Volkswagen GTI MkV
  - Volkswagen Mk1 GTI
  - Volkswagen Scirocco

## Liste des circuits
- Aguera (fictif  Portugal)
  - Aguera Drag Strip
  - Agueda Aerodrome
- Alpental (fictif  Autriche)
- Ambush Canyon (fictif  États-Unis)
- Autopolis  Japon
  - Lakeside
  - GP
- Bathurst  Australie
- Brands Hatch  Angleterre
  - Indy
  - GP
- Brno  République tchèque
- Circuit de Catalunya  Espagne
  - Club
  - National
  - GP
- Dakota (fictif  États-Unis)
  - Club
  - National
  - GP
  - Tri-Oval
- Dijon-Prenois  France
  - Short
  - GP
  - Classic (1972)
- Donington  Angleterre
  - National
  - GP
- Dubai Autodrome  Émirats arabes unis
  - Club
  - National
  - International
  - GP
- Ebisu  Japon
  - Touge Course
  - West Course
  - South Course
- Enna Pergusa  Italie
- Glendale (fictif  États-Unis)
  - Club
  - East
  - West
- Hazyview (fictif  États-Unis)
  - Eight
  - Oval
- Hockenheim  Allemagne
  - Short
  - National
  - GP
  - Classic (1982)
- Laguna Seca  États-Unis
- London (fictif  Angleterre)
  - Club Drive
  - River
  - Royal Mile
  - Embankment Loop
  - Whitehall Drive
  - Millenium Drift
- Miami (semi-fictif  États-Unis)
  - Bicentennial Park Route
  - Biscayne Boulevard
  - Bayside Run
  - Park Drift
- Miyatomi  Japon
  - Oval
  - Miyatomi Drag Strip
  - Miyatomi Mile
- Monza  Italie
  - Junior
  - GP
  - Classic (1958)
- Nevada (fictif  États-Unis)
  - Nevada Freight Yard
  - Nevada Freight Depot Circle
  - Nevada Freight Depot Eight
  - Nevada Freight Depot Slalom
  - Nevada Freight Depot Open
  - Nevada Drag Strip
- Nordschleife  Allemagne
  - Nordschleife
  - Aremberg
  - Karussell
  - Nurburg
- Nürburgring  Allemagne
  - Mullenbach
  - Sprint Short
  - Sprint
  - GP
- Oschersleben  Allemagne
  - B Course
  - GP
- Riviera (semi-fictif  Monaco)
  - Monument Loop
  - Port Boucle
  - Casino Rivieria
  - Monte Grande
- Road America  États-Unis
- Rouen-les-Essarts  France
  - Classic Short (1952)
  - Classic GP (1966)
- Rustle Creek (fictif  États-Unis)
- Shanghai (fictif  Chine)
  - Yan'an Road Circuit
  - Nanjing Road Dash
  - Bund GP
- Silverstone  Angleterre
  - National
  - International
  - Bridge GP
  - GP
  - Classic (1975)
- Spa  Belgique
- Suzuka Circuit  Japon
  - East
  - West
  - GP
- Tokyo (fictif  Japon)
  - Club
  - Dockside
  - Circuit
  - Westbound Expressway
  - Docks Drift
- Toyota Speedway  Japon
  - Oval
  - Drift Course 1
  - Drift Course 2
- Willow Springs  États-Unis
  - Horse Thief Mile
  - GP
- Zolder  Pays-Bas

## DLCs
Deux DLCs sont disponibles pour le jeu.
- Speedhunters, comprenant plusieurs véhicules optimisés pour la performance afin de concourrir dans plusieurs disciplines. Des pistes de dragster sont aussi ajoutées.
- Legends, comprenant des véhicules des années 60 à 80 ainsi que plusieurs circuits classiques dont Rouen-les-Essarts, ce qui est une première dans une simulation automobile.

Il est à noter que contrairement au premier épisode, aucun DLC ajoutant des Ferrari n'a été proposé. Le constructeur italien n'est donc pas présent dans Shift 2. Vraisemblablement, le fait que les mêmes développeurs se soient occupés de Test Drive: Ferrari Racing Legends avec une licence Ferrari exclusive et juste après Shift 2 expliquerait cette absence.